# Гай Марций Рутил
Гай Ма́рций Рути́л или Руту́л (лат. Gaius Marcius Rutilus/Rutulus; умер после 342 года до н. э.) — римский политический деятель и военачальник из рода Марциев, первый из плебеев, занимавший должности диктатора и цензора, четырёхкратный консул (357, 352, 344 и 342 годов до н. э.).

## Биография
Гай Марций принадлежал к плебейскому роду Марциев, представители которого в I веке до н. э. возводили свою родословную к легендарному патрицию Гнею Марцию Кориолану, к царям Анку Марцию и Нуме Помпилию, а также к богу войны Марсу. Но о предках Гая известно только, что его отец и дед носили преномены Луций и Гай соответственно.
Первое упоминание о Гае Марции в источниках относится к 357 году до н. э., когда он стал консулом. Его коллегой был патриций Гней Манлий Капитолин Империоз. Согласно Ливию, Рутилу выпало воевать с городом Приверн. Консул пообещал своим воинам, что они получат всю добычу, и те, воодушевившись, разгромили врага в сражении и заставили капитулировать; за эту победу Гай Марций был удостоен триумфа.
В 356 году до н. э., когда войска этрусков угрожали окрестностям Рима, Гай Марций был избран диктатором; это был первый диктатор-плебей в истории республики. Начальником конницы Рутил назначил тоже плебея, Гая Плавтия Прокула. Неожиданно напав на врага, грабившего местность по обоим берегам Тибра, Гай Марций одержал полную победу и захватил 8 тысяч пленных. После этого он отпраздновал триумф без одобрения сената.
В 352 году до н. э. Гай Марций стал консулом во второй раз вместе с патрицием Публием Валерием Публиколой. Коллеги занялись выводом республики из долгового кризиса: согласно Ливию, проценты по кредитам в это время существенно выросли, и эта проблема стала очень актуальной для широких слоёв граждан. Рутил и Публикола сформировали комиссию из пяти «стольщиков», которая нашла решение: просроченные обязательства и платежи, «задержанные скорей по небрежности, а не по бедности должников», были погашены из казны либо обеспечены «справедливой оценкой имущества должника».
Уже в следующем году Гай Марций стал цензором (и первым плебеем на этой должности). В 344 и 342 годах до н. э. он в третий и в четвёртый раз соответственно был консулом. Источники сообщают о хитрости, с помощью которой Гай Марций в 342 году пытался предотвратить мятеж в армии, расквартированной в Кампании; многие исследователи сомневаются в достоверности этой информации.
У Гай Марция был сын того же имени, получивший агномен Цензорин как единственный в истории Римской республики дважды цензор.

## Оценки
Гай Марций был одним из самых выдающихся римлян своей эпохи. Тит Ливий поставил его на второе место в перечне полководцев, которые, по мнению историка, смогли бы дать достойный отпор Александру Македонскому в случае его вторжения в Италию. При этом в историографии подчёркивают, что карьерных успехов Рутил добился в первую очередь благодаря своим связям с патрициатом, а не поддержке со стороны плебса.